# Chrysodeixis argentifera
Chrysodeixis argentifera är en fjärilsart som beskrevs av Achille Guenée 1852. Chrysodeixis argentifera ingår i släktet Chrysodeixis och familjen nattflyn. Inga underarter finns listade i Catalogue of Life.

## Bildgalleri

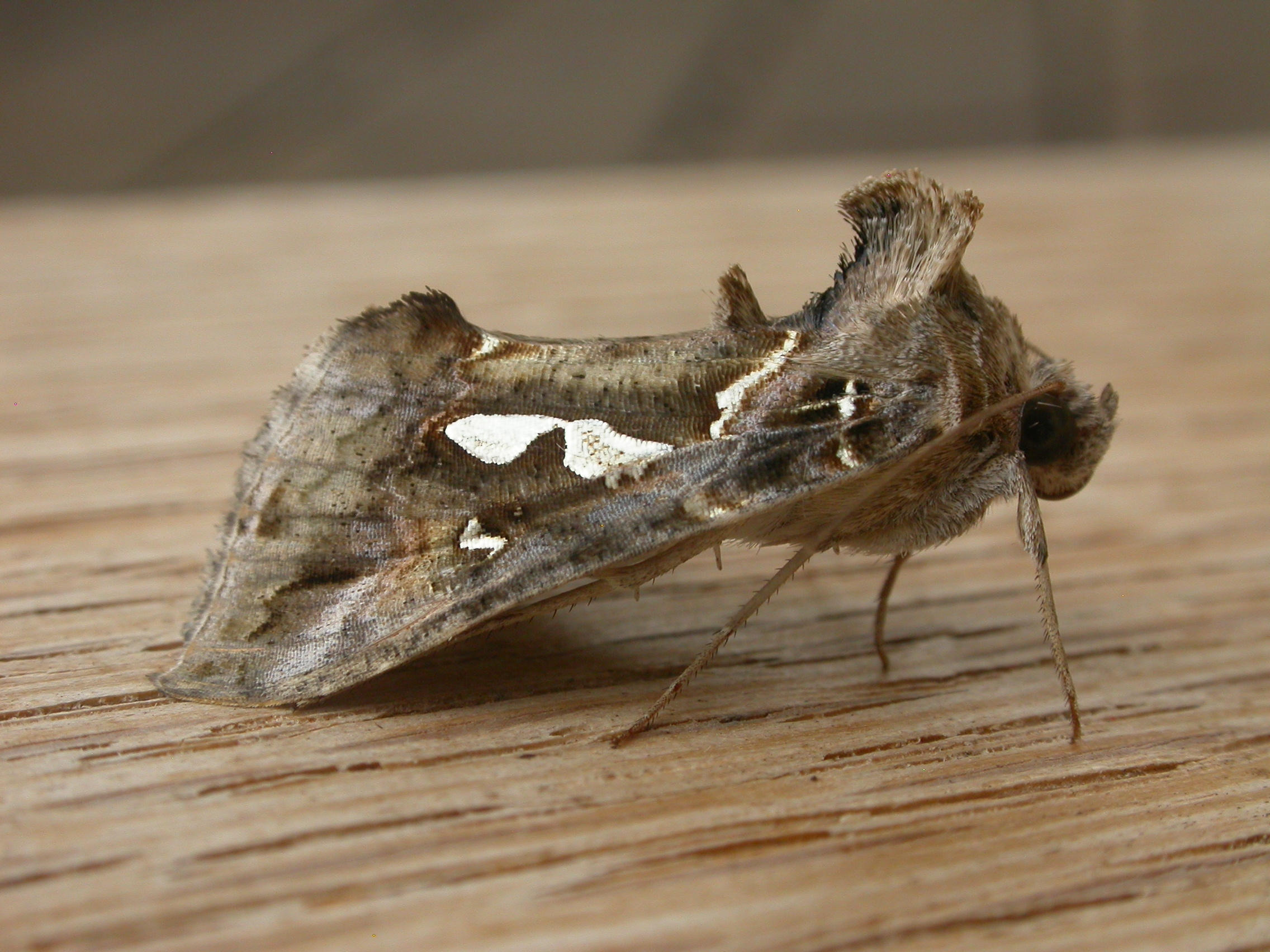
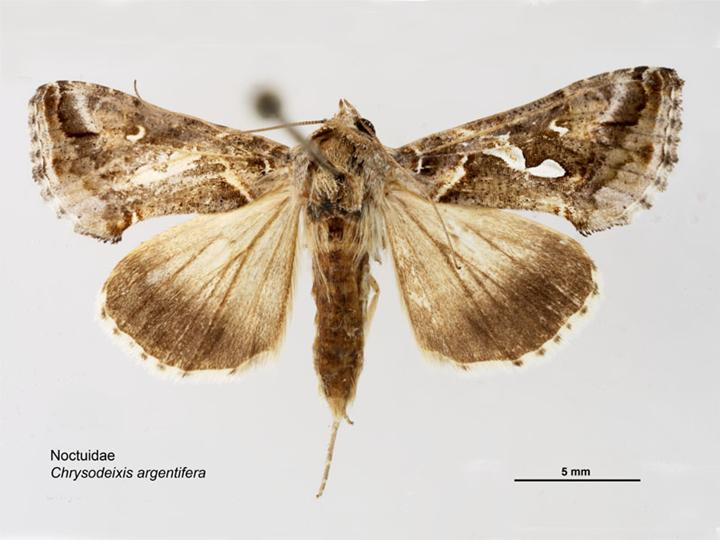
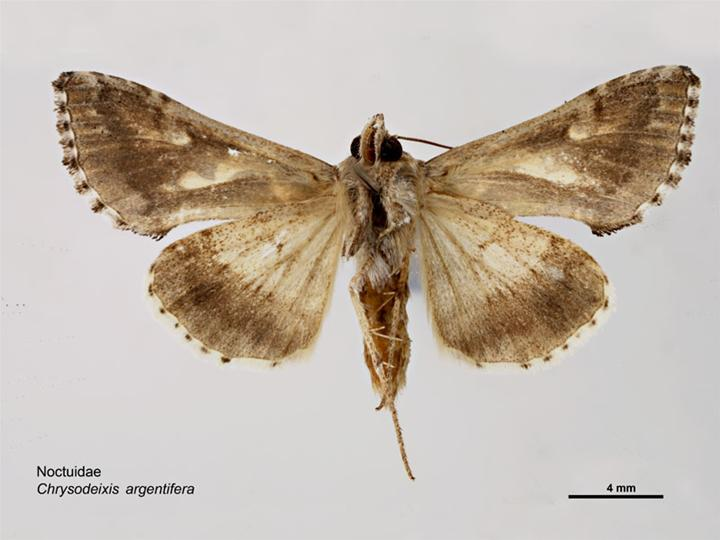
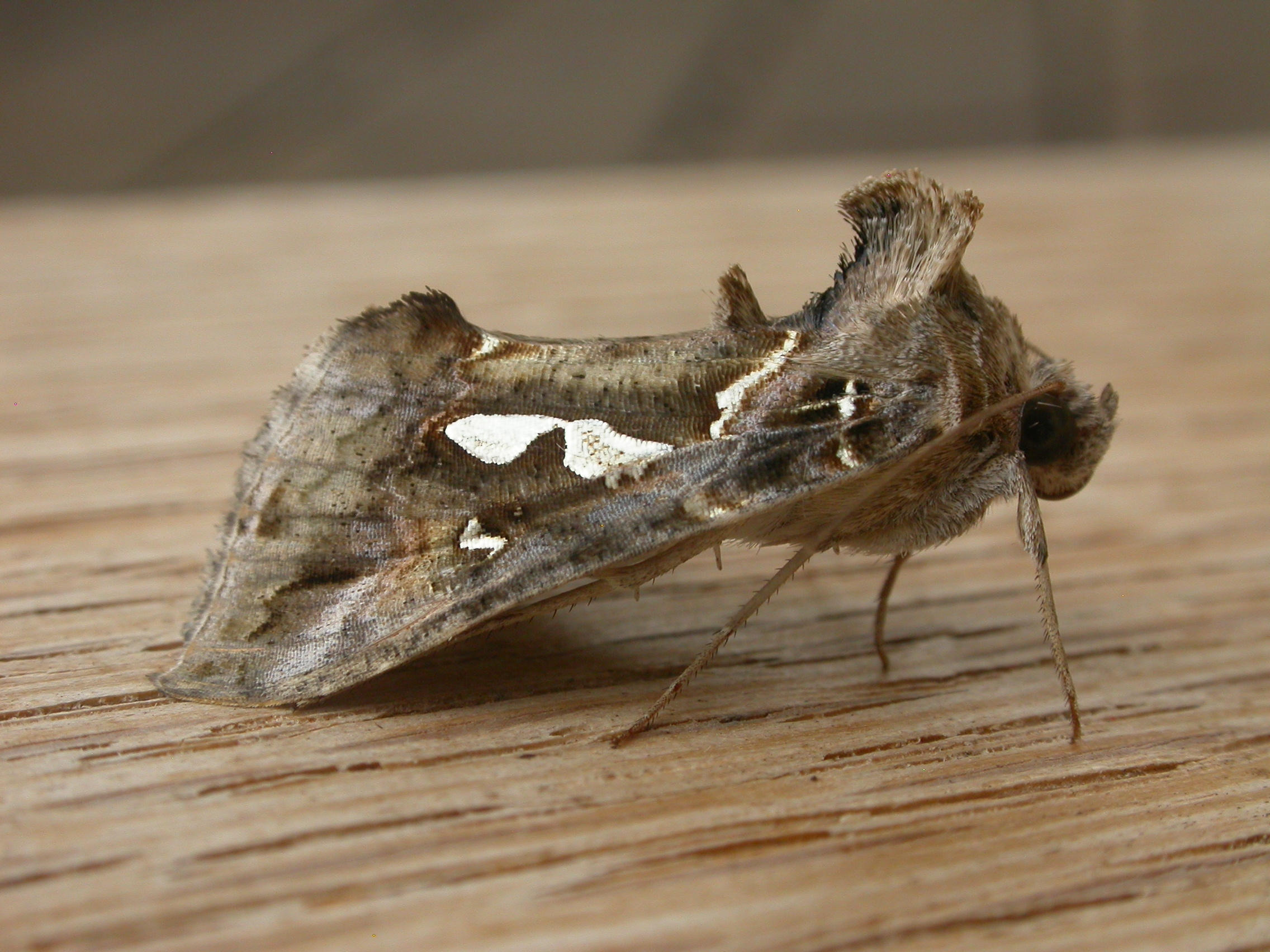